# Soul Mining
Az 1983-as Soul Mining a The The második nagylemeze (a Burning Blue Soul Matt Johnson nevén jelent meg, de később a The The-nek tulajdonították). Olyan brit slágerek szerepeltek rajta, mint az Uncertain Smile, mely 1982 decemberében elérte a 68. helyet, valamint a Perfect, amelyik 1983 szeptemberében a 71. helyen állt. A borító Andy Johnson, Matt Johnson testvérének műve.
Az albumból négy különböző verzió létezik. Johnson a Gianttel szerette volna befejezni a lemezt, de az EPIC úgy gondolta, hogy 7 dal túl kevés, így újra felvették a Perfectet, amelyet hozzácsatoltak az eredeti dalokhoz az amerikai kiadáson, a CD-n és a kazettán. A brit kazettán szerepelt 5 bónuszdal. Limitált példányszámban látott napvilágot az a változat, amely egy 12 hüvelykes kislemezt tartalmazott a Perfect bővített mixével, B-oldalon a Fruit of the Heart & Soup-pal. A 20. évfordulóra jelent meg az újrakevert változat a Perfect nélkül, ahogy Johnson eredetileg tervezte.
Az album szerepel az 1001 lemez, amit hallanod kell, mielőtt meghalsz című könyvben.

## Az album dalai
| 1. | I've Been Waiting for Tomorrow (All of My Life) | Matt Johnson | 5:45 |
| 2. | This Is the Day                                 | Johnson      | 5:00 |
| 3. | The Sinking Feeling                             | Johnson      | 3:43 |
| 4. | Uncertain Smile                                 | Johnson      | 6:53 |

| 1. | The Twilight Hour                                     | Johnson | 5:57 |
| 2. | Soul Mining                                           | Johnson | 4:50 |
| 3. | GIANT                                                 | Johnson | 9:34 |
| 4. | Perfect (csak az amerikai kiadáson, CD-n és kazettán) | Johnson | 5:37 |

A brit kazettakiadás öt bónuszdalt tartalmazott:
- Three Orange Kisses from Kazan
- The Nature of Virtue
- Mental Healing Process
- Waitin' for the Upturn
- Fruit of the Heart

Az amerikai kazettán bónusz remixek szerepeltek:
- I've Been Waiting for Tomorrow (All of My Life) (Special Mix), az Uncertain Smile után, az első oldal végén
- This Is The Day (12" Version), a Perfect után, a második oldal végén

## Közreműködők
- Matt Johnson – ének, billentyűk, ütőhangszerek, hurkok
- Anne Stephenson – hegedű
- Martin McCarrick – cselló
- Paul Boyle – vonós hangszerek
- Jools Holland – zongora
- Thomas Leer – szintetizátor
- Jeremy Meek – basszusgitár
- Camelle G. Hinds – basszusgitár
- Andy Duncan – dob
- Zeke Manyika – dob
- Jim Thirlwell – botok és konzervdobozok
- Steve James Sherlock – szaxofon és fuvola (a brit kazettán)
- Paul "Wix" Wickens – tangóharmonika

## Fordítás
Ez a szócikk részben vagy egészben a Soul Mining című angol Wikipédia-szócikk ezen változatának fordításán alapul.  Az eredeti cikk szerkesztőit annak laptörténete sorolja fel. Ez a jelzés csupán a megfogalmazás eredetét és a szerzői jogokat jelzi, nem szolgál a cikkben szereplő információk forrásmegjelöléseként.